# Consciência Limpa
Consciência Limpa é o sexto álbum de estúdio da banda brasileira de rock cristão Complexo J, lançado em outubro de 2008 de forma independente para download grátis.
O disco é o primeiro registro de inéditas da banda desde V (1996), mas ainda contém regravações, no entanto, com novos arranjos. Anos depois, o disco também foi distribuído em CD.
| Críticas profissionais | Críticas profissionais |
| Avaliações da crítica  | Avaliações da crítica  |
| Fonte                  | Avaliação              |
| ---------------------- | ---------------------- |
| O Propagador           | [ 2 ]                  |

## Faixas
1. "Dia do Senhor"
2. "Marcas no Coração"
3. "Reino de Deus"
4. "Dormem na Luz"
5. "Longe"
6. "A Cruz"
7. "Tudo que Você Pensou"
8. "Sua Cabeça"
9. "Mais que um Sonho"
10. "Consciência Limpa (Blues II)"
11. "Eu Te Amo"
12. "Passear"
13. "Quem Creu"

## Ficha técnica
- Marco Salomão - vocais e guitarra
- Hélio Zagaglia - guitarra
- Julio Merlino - sax e flauta
- Joel Alves - baixo
- Moises Villas-Boas  - bateria